# Henry Lamb
Henry Taylor Lamb (Adelaide, 21 giugno 1883 – Salisbury, 8 ottobre 1960) è stato un pittore inglese di origine australiana. Seguace di Augustus John, Lamb fu un membro del Camden Town Group, un gruppo di artisti inglesi post-impressionisti attivo fra il 1911 e il 1913.

## Biografia

### La giovinezza
Henry Lamb nacque ad Adelaide, in Australia, figlio di Horace Lamb, un professore di matematica presso l'Università di Adelaide. Quando nel 1885 Horace Lamb fu nominato professore della cattedra di matematica presso la Victoria University di Manchester, la famiglia si trasferì in Inghilterra.
Henry studiò prima alla Manchester Grammar School, poi si iscrisse agli studi di medicina presso la Manchester Medical University dove si laureò nel 1904. Nonostante il successo, abbandonò ben presto la medicina per studiare pittura. Nel 1906 iniziò a frequentare la scuola d'arte di Augustus John e William Orpen a Chelsea e l'anno successivo si trasferì a Parigi, per proseguire i suoi studi con Jacques-Émile Blanche.

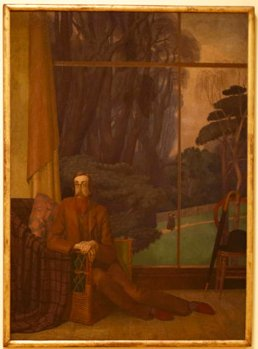
Henry Lamb, Ritratto di Lytton Strachey, 1914

Durante il periodo dei suoi studi medici a Manchester, Lamb aveva incontrato Nina Forrest, che sposò nel maggio 1906. Il rapporto fu di breve durata, ma non divorziarono fino al 1927, poco prima che Henry si risposasse.

### L'inizio della carriera
Tornato in Inghilterra, fra il 1908 e il 1910 lavorò nello studio che aprì a Londra.
Nel 1908 Lytton Strachey lo fece entrare in contatto con gli artisti del Bloomsbury Group. Sono molto noti i suoi insoliti ritratti di alcuni membri del gruppo, rappresentati secondo uno stile post-impressionista. 
Fra tutti va ricordato soprattutto il ritratto “allungato” di Lytton Strachey (1914, Tate Gallery). Il biografo Dennis Ashwell Farr ha sottolineato: "Strachey viene mostrato seduto contro una grande finestra nello studio di Lamb, ad Hampstead, e, anche se ha evitato la caricatura, Lamb si è divertito a sottolineare uno Strachey scarno, con la figura goffa e l'aria di rassegnata superiorità intellettuale con cui esamina il mondo dalla sua incredibile testa simile ad una lastra".
Nel 1909 fu presentato all’aristocratica inglese Lady Ottoline Morrell, sostenitrice di molti giovani artisti, che lo aiutò notevolmente in quel periodo della sua carriera e che l’anno seguente instaurò anche una intensa relazione sentimentale con lui.
Riferendosi a questo periodo Vanessa Curtis lo descrive così in una sua biografia: “Lamb era un Adone, con capelli biondi ricci, una figura snella e un modo unico di vestire in abiti vecchio stile di seta o di velluto. Sfoggiava un orecchino d’oro e aveva un senso giocoso dell’umorismo”.
Fra il 1911 e il 1912 dipinse una serie di dipinti di soggetto ‘'bretone'’. Appartiene a questo periodo la sua opera forse più famosa, La morte di un contadino.

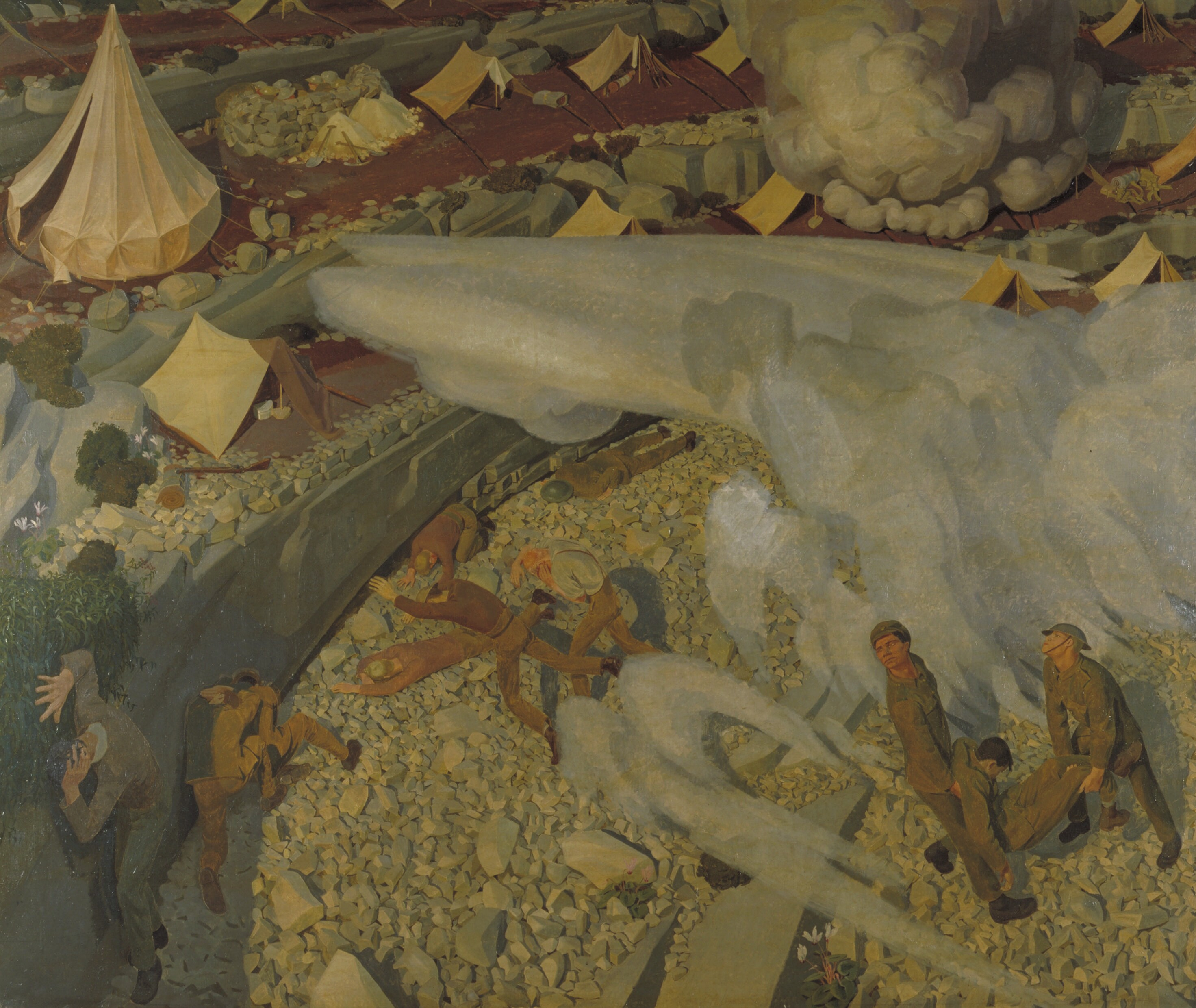
Henry Lamb, Truppe irlandesi sulle colline della Palestina sorprese da un bombardamento turco, 1919

### La I guerra mondiale
All'inizio della prima guerra mondiale, Lamb tornò ai suoi studi di medicina e si impegnò come medico presso il Guy's Hospital. Successivamente prestò servizio attivo nel Royal Army Medical Corps come ufficiale medico del battaglione The Royal Inniskilling Fuciliers. Fu impegnato in Francia, Macedonia e Palestina e fu anche insignito dell’onorificenza Military Cross.
Nel febbraio del 1918, prima di essere congedato, Lamb fu convocato dal British War Memorials Committee per realizzare un grande quadro per la prevista Hall of Remembrance. Dopo essere stato congedato nel marzo 1919, iniziò a lavorare al dipinto Truppe irlandesi sulle colline della Palestina sorprese da un bombardamento turco che ora si trova al Museo imperiale della Guerra.
Nel 1928 sposò in seconde nozze Lady Pansy Pakenham, una figlia del IV conte di Longford. Ebbero un figlio maschio e due figlie femmine.

### La II guerra mondiale e gli ultimi anni

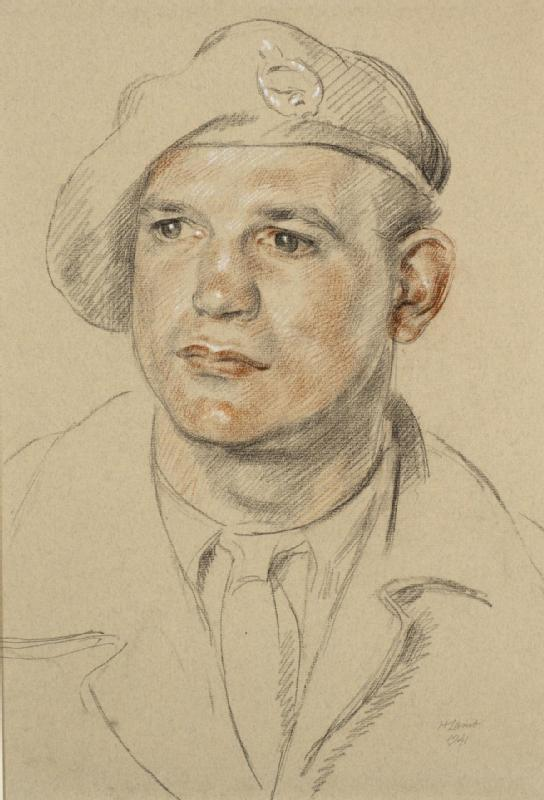
Henry Lamb, Ritratto del capitano J.L. Lumby-40º Battaglione artiglieria

Durante la seconda guerra mondiale, a partire dal dicembre del 1940, Lamb fu impegnato come artista di guerra a tempo pieno dal War Artists' Advisory Committee per conto del Ministero della guerra britannico e il suo compito fu quello di produrre un gran numero di ritratti e dipinti di figura. Oltre a ritratti di comandanti di alto rango, dipinse militari semplici e donne, ma anche operazioni ed esercitazioni aeroportuali nell'aeroporto di “Old Sarum”.
Nel 1949 divenne un membro a pieno titolo della Royal Academy. Fu anche un curatore della National Portrait Gallery dal 1942 al 1960 e della Tate Gallery dal 1944 al 1951.
Nel 1958, e di nuovo nel 1961, il Museo imperiale della guerra organizzò una mostra dei suoi lavori in tempo di guerra.
Henry Lamb morì all'età di 77 anni, l'8 ottobre 1960 nella casa di cura "Spire" a Salisbury, Wiltshire.